# 空心苦竹
空心苦竹（学名：Arundinaria simonii），又名水苦竹;川竹、苦竹、女竹、皮竹，为禾本科青篱竹属下的一个种。

## 扩展阅读
- 維基物種上的相關：空心苦竹